# Paveway

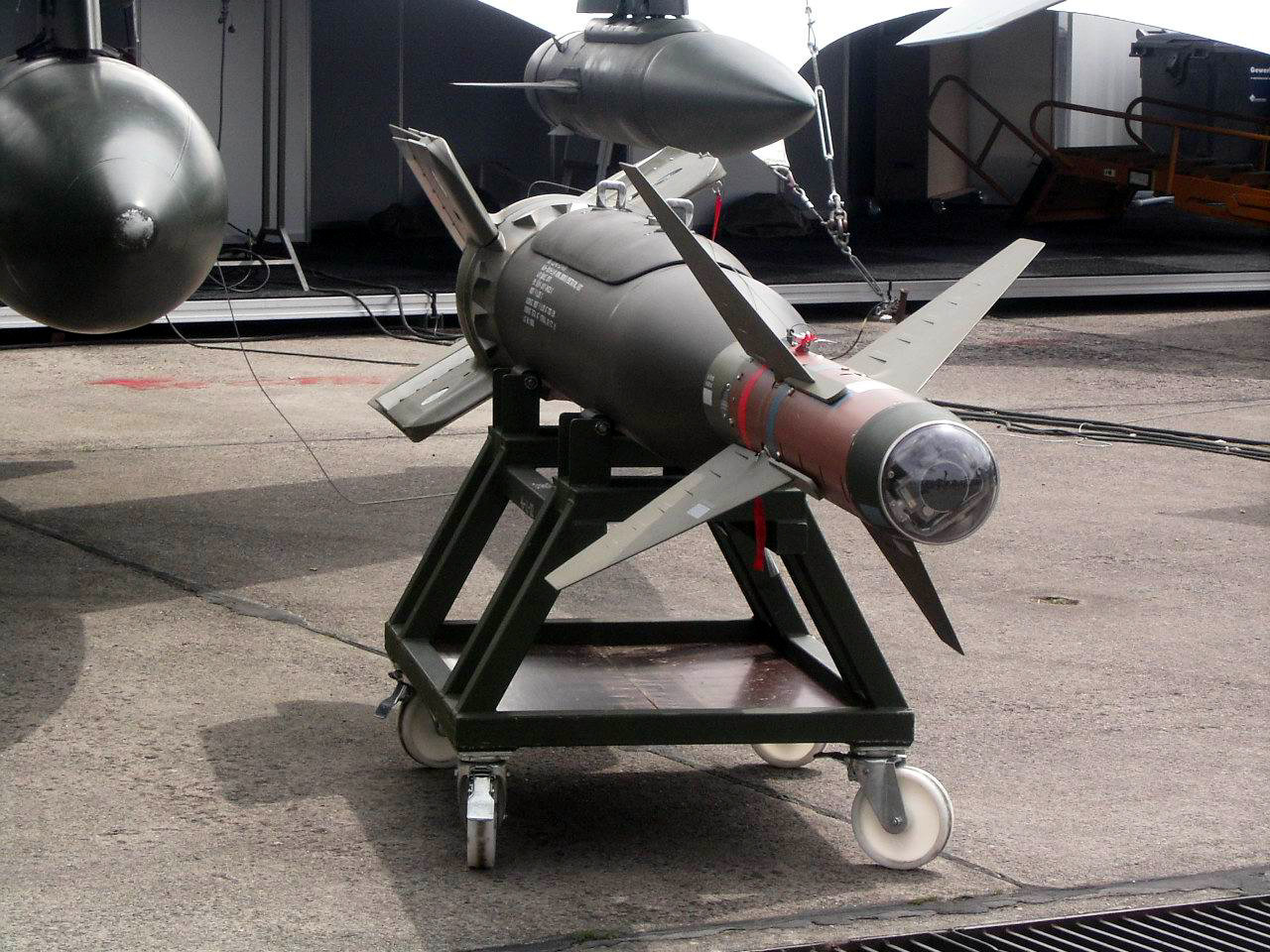
GBU-24 auf der ILA 2006

Paveway (in Anspielung auf engl. to pave the way, „den Weg ebnen“) ist eine Bezeichnung für eine Reihe von US-amerikanischen Präzisionsbomben. Genau genommen handelt es sich allerdings nicht um eine komplette Waffe, sondern lediglich um eine Laserlenkung, welche an vorhandene ungelenkte Bomben montiert wird, um diese kostengünstig zu Präzisionswaffen zu machen. Neben den Lieferungen an die beiden Hauptnutzer US Air Force und US Navy wurde das System auch in eine Vielzahl weiterer Staaten exportiert, vor allem an Mitglieder der NATO.

## Geschichte
Obwohl gelenkte Bomben wie die Henschel Hs 293 oder Fritz X bereits im Zweiten Weltkrieg eingesetzt wurden, spielten sie in der Nachkriegszeit aufgrund der Strategie der Massiven Vergeltung keine Rolle. Flugzeuge wie die Republic F-105 waren dafür konzipiert, eine Kernwaffe ins Zielgebiet zu tragen, auszuklinken und heil wieder nach Hause zu kommen. Im Vietnamkrieg zeigte sich, dass die Fähigkeitslücke präzisionsgelenkter Munition katastrophale Folgen hatte: 11 verlorene Flugzeuge und mehr als 300 abgeworfene Bomben später stand die Thanh-Hóa-Brücke immer noch.
Bei Texas Instruments machte sich der Ingenieur Word, der aus der Sonarbranche kam, Gedanken, wie man die Präzision von Bomben verbessern könnte. Ende 1964 traf er zufälligerweise den Laseringenieur Dave Salonimer, der die US Army gerade überzeugen wollte, Laser zur Zielbeleuchtung für Artillerieschläge zu verwenden. Zu Demonstrationszwecken sollte nun eine AGM-45 Shrike vom Boden aus gestartet werden, und mit Hilfe eines Lasersuchers ins Ziel gelenkt werden. Die Shrike war dafür suboptimal, aber billig und leicht umzurüsten. Ein Entwicklungsauftrag erging aber nicht. Die Ingenieure von Texas Instruments hielten aber weiter an der Idee fest, eine Bombe oder Artilleriegranate durch Laser ins Ziel zu lenken.
Word warb bei Colonel Joe Davis auf der Eglin Air Force Base für eine lasergelenkte Bombe. Die Bombenkrater in der Nähe der Thanh-Hóa-Brücke waren inzwischen auf über 800 angewachsen, und die Brücke stand immer noch. Davis erklärte Word, dass er eine Bombe wünsche, die in etwa 10.000 Fuß Höhe ausgeklinkt wird und den restlichen Weg zum Ziel gelenkt fliegt, und dass der Gefechtskopf groß genug sein solle, damit zwei Bomben auch das härteste Ziel zerstören könnten. Das Team von Texas Instruments entwarf daraufhin ein Konzept, was bei Ingenieuren und Militärs aber belächelt wurde. An einem Freitagmorgen im Juni 1965 berichtete das Team Colonel Davis von der Lustlosigkeit der Verantwortlichen, das Bombenproblem zu lösen. Daraufhin forderte er bis Montagmorgen ein Angebot für zwölf Lenkbomben mit einem Streukreisradius (CEP50) von 30 Fuß, einem Festpreis von unter 100.000 US-Dollar und Lieferung in sechs Monaten. Nach einem ruinierten Wochenende lieferte das Team nach 72 schlaflosen Stunden das 18-seitige Angebot für 99.000 US-Dollar ab. Das Konzept, von Word rückblickend als „ein Haufen Schrott“ bezeichnet, der niemals fliegen würde, wurde dann von Militärs und Zivilberatern in Eglin durchgesehen. Währenddessen ging Word und sein Team mit einem Sechserträger Bier zum nahegelegenen Strand.
Das technische Angebot überzeugte aber Colonel Joe Davis, der es zur Wright-Patterson Air Force Base in Ohio schickte, wo die Forschungs- und Entwicklungsprojekte der Air Force betreut wurden. Nach ein paar Tagen wurde es dann zum Limited Warfare Office in Wright-Patterson geschickt. Der Direktor Jack Short gab schließlich auf Druck von Davis und Word Texas Instruments einen Entwicklungsauftrag über 100.000 US-Dollar. Vorgabe war ein CEP50 von 30 Fuß, erheblich besser als die 100 bis 1000 Fuß von ungelenkten Bomben, und sechs Monate bis Lieferung.
Um den „Haufen Schrott“ flugfähig zu machen, musste nun ein straffes Entwicklungsprogramm durchgezogen werden. Die Kontroll- und Lenkeinheit einer AGM-45 Shrike wurde an das Heck einer M117-Bombe geschraubt. Hauptproblem war die Informationsübertragung vom Sucher an die Steuereinheit. Die Datenübertragungsrate konnte schließlich auf 10 Impulse pro Sekunde gesteigert werden, was das Minimum für die Lenkung war. Da bei Texas Instruments niemand Ahnung von Lasern hatte, und keiner einen Laser in Aktion gesehen hatte, lieh man sich einen von zwei verfügbaren Lasern. Dieser wurde in Plano (Texas) aufgestellt und beleuchtete den Wasserturm, damit die Ingenieure die Rückstreuung messen konnten. Aufgrund der Ahnungslosigkeit wurden keine Laserschutzmaßnahmen ergriffen; ein vor die Linse gehaltener Polaroidfilm diente als Aktivitätskontrolle: Wenn der Laser den Film durchbrannte, war er definitiv an. Die Berechnungen für den Lenkalgorithmus wurden auf einem Analogrechner durchgeführt, der durch Gänge und Zahnräder programmiert wurde. Die Idee, den Sucherkopf als Federball (Badminton Birdie) zu gestalten, führte zu dessen Bezeichnung Birdie Head. Da kein Geld für Windkanaltests verfügbar war, wurde ein Hinterhof-Schwimmbecken als Ersatz genommen. Johnson fertigte Modelle von Bomben aus dem Zweiten Weltkrieg um im Pool ihre aerodynamischen Eigenschaften zu testen. Nach etwa einem Monat hatte er ein 10-Zoll-Modell der Laserbombe fertig und warf dieses in den Pool, um zu sehen, ob sie stabil war. Er testete dabei verschiedene Flügelformen, um die kleinstmögliche Geometrie zu finden, damit die Bombe unter einen Flugzeugflügel passte. Gegen Ende 1965 begannen die Flugtests. Da kein Geld für Telemetrie vorhanden war, wurde in den Raum des Zünders einfach ein robustes Tonbandgerät geschraubt. Nach jedem Abwurf musste das Texas-Instruments-Team die Bombe wieder aus dem Sand und Lehm von Westflorida ausgraben, um an den Rekorder zu gelangen. Dabei waren acht von zehn Abwürfen ein Erfolg.
Die Air Force begann 1968 mit der Fronterprobung. Die Bombe, nun Paveway genannt, wurde dazu an die Mark-80-Series angepasst. Ferner wurden Laserzielbeleuchtungsbehälter angeschafft. Eine F-4 Phantom konnte bis zu zwei 2000-Pfund-Bomben tragen. Ab 1970 wurden Straßenkreuzungen auf dem Ho-Chi-Minh-Pfad, Planierraupen, alle Arten von harten Zielen und Panzer mit der Paveway bekämpft. Am 27. April 1972 flogen zwölf Phantoms des 8th Tactical Fighter Wing einen Paveway-Angriff auf die Thanh-Hóa-Brücke, die immer noch stand, was diese zur Hälfte zerstörte. Bei einem Folgeangriff am 13. Mai flogen 14 Phantoms mit 2000-Pfund-Paveway und zielten auf den zentralen Pfeiler, was die Brücke zerstörte. Da die US-Befehlshaber noch nicht zufrieden waren, wurden am 6. Oktober noch 8000 Pfund Sprengmittel in Form von AGM-62 Walleye und Mark 84 von Vought A-7 abgeworfen. Der zentrale Pfeiler wurde zum zweiten Mal getroffen, was die Brücke zerriss. Nun wurde sie als permanent zerstört angesehen, und von der Zielliste gestrichen.
Nach Beginn der Serienproduktion wurde die Paveway-Serie beständig weiterentwickelt: Um die Kosten pro Bombe zu reduzieren, wurde die Paveway-II-Serie entwickelt. Die Rüstsätze wurden 1974 getestet, die Serienproduktion begann 1977. Ab 1980 begann die Entwicklung der Paveway-III-Serie zur Bekämpfung von stark verteidigten Zielen, 1983 ging diese Version in Produktion.
Als nach dem Beginn der Luftoffensive im Irakkrieg 1991 auf Seiten der US-Luftstreitkräfte festgestellt wurde, dass die verfügbaren bunkerbrechenden Bomben vom Typ BLU-109/B für eine Zerstörung der größten irakischen Bunkeranlagen nicht geeignet waren, wurde damit begonnen, eine Waffe mit erheblich gesteigerten Fähigkeiten zu entwickeln. Die lasergelenkte Bombe GBU-28/B zählt zur Baureihe Paveway III, obwohl die Bombe bis auf den umgerüsteten GBU-24-Sucher eine eigenständige Entwicklung ist.
Die neuste Variante Paveway IV wurde auf Anforderung der Royal Air Force entwickelt und verfügt über einen programmierbaren Zünder und insensitiven Sprengstoff. Wie bereits bei den Nachrüstungen der Paveway-II- und -III-Serie, ist auch diese Bombe zusätzlich mit GPS- und Trägheitsnavigationssystem ausgerüstet, um auch ohne Laser ihr Ziel zu treffen.

## Varianten

### Paveway I

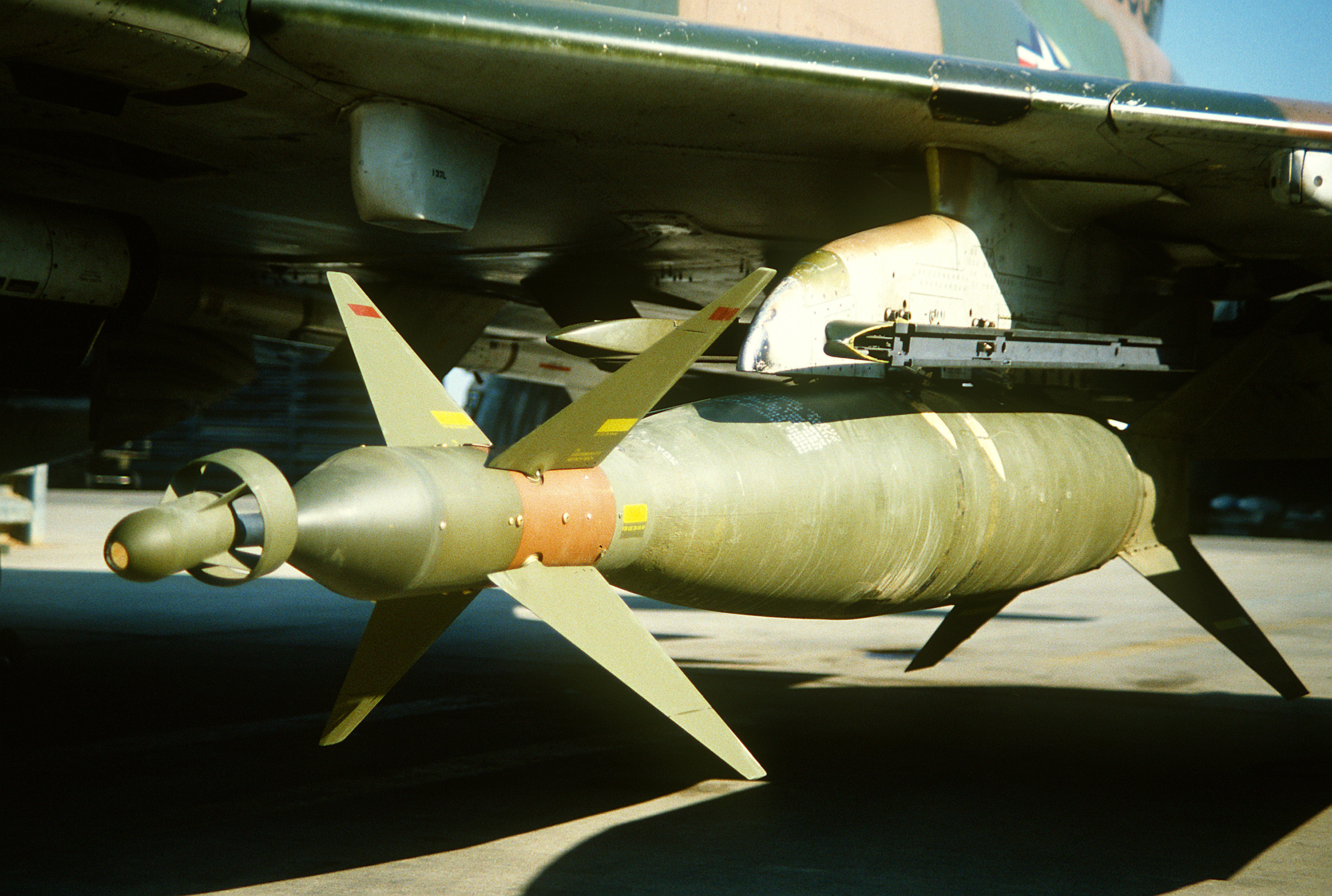
GBU-10 Paveway I an einer Phantom

Die erste Paveway, damals noch Pave Way genannt, wurde im April 1965 abgeworfen. Der Folgeauftrag an Texas Instruments erging über KMU-342/B Laserlenkungskits für die 750 lb M117-Bombe. Die so aufgerüsteten M117s mit KMU-342/B wurden als BOLT-117 (BOLT = Bomb, Laser, Terminal Guidance) bezeichnet, und erstmals 1968 über Vietnam abgeworfen. Nach dem Anfangserfolg wurde das Kit an eine Vielzahl von Bomben angepasst, z. B. die 2000-lb-MK-84- und 500-lb-MK-82-Bomben sowie Streubomben. Während die Monogefechtskopfvarianten als Pave Way bezeichnet wurden, wurden die Clusterbombenvarianten Pave Storm genannt. Mit Erscheinen der Paveway II wurden die Pave Way in Paveway I umbenannt.
Das Kit besteht aus einem beweglichen Suchkopf, einer Computer Control Group (CCG) am Heck, und einer Gruppe von Flügeln. Der Lasersucher ist kardanisch aufgehängt und richtet sich durch seinen runden Boxwing automatisch auf den Geschwindigkeitsvektor der Waffe ein. Das vom Ziel reflektierte Laserlicht gelangt durch das Sucherfenster und einen Infrarotfilter und wird dann durch eine asphärische Linse auf einen photoelektrischen Sensor auf Siliziumbasis mit vier Quadranten fokussiert. Das Detektorfeld ist etwas zu nahe an der Linse, vor dem Brennpunkt, sodass der Laser nicht punktförmig ist. Wenn die Waffe den richtigen Kurs nimmt, beleuchtet der Laser alle vier Quadranten. Wenn der Laserpunkt außerhalb liegt, werden die Quadranten unterschiedlich stark beleuchtet. Da jeder Quadrant einen elektrischen Strom erzeugt, der proportional zum einfallenden Laserlicht ist, können nach einem Verstärker und Mixer durch den CCG Steuerbefehle (hoch/runter; links/rechts; keine Befehle) ermittelt werden, wenn der Strom einen Schwellenwert übersteigt. Die Lenkbefehle werden elektro-pneumatisch umgesetzt: Dazu wird zwei Sekunden nach dem Abwurf ein Gasgenerator in Betrieb gesetzt, und der Druck von bis zu 7,5 MPa durch einen Verteiler auf vier Magnetventile umgesetzt, die von der CCG angesteuert werden, um die Steuerflächen zu bewegen. Ergeht kein Steuerbefehl, drehen sich die Steuerflächen in die Strömung. Um Flattern zu vermeiden, sind die Steuerflächen mit Öldämpfern verbunden. Die CCG besitzt einen einfachen Zweipunktregler, d. h. die Steuerflächen werden entweder voll oder gar nicht ausgelenkt, was zu einer suboptimalen Flugbahn führt, da die Bombe den Laserpunkt direkt ansteuern möchte. Die Flügelgruppe ist zweiteilig, mit einem fixen Leitwerk am Heck und beweglichen Canards am Kopf, mit Ausnahme des Kits KMU-342/B, der bewegliche Heckflossen besitzt. Die Kits der Bomben GBU-2/B, GBU-10/B und GBU-12/B gab es in zwei verschiedenen Versionen, mit kurzen und langen Flügeln. Die Langflügelversion besaß eine geringere Abwurfgeschwindigkeit, aber mehr Reichweite.
|           | Sprengkopf           | Lenksatz   | Steuereinheit | Flügelgruppe   |
| --------- | -------------------- | ---------- | ------------- | -------------- |
| GBU-1/B   | M117 (340 kg)        | KMU-342/B  | -             | -              |
| GBU-2/B   | CBU-75/B (810 kg)    | KMU-421/B  | -             | -              |
| GBU-3/B   | CBU-74/B             | KMU-422/B  | -             | -              |
| GBU-5/B   | CBU-100 (Rockeye II) | KMU-420/B  | -             | -              |
| GBU-6/B   | CBU-79/B (900 kg)    | KMU-351/B  | -             | -              |
| GBU-7/B   | CBU-80/B             | KMU-351/B  | -             | -              |
| GBU-10/B  | Mark 84 (900 kg)     | KMU-351A/B | MAU-157/B     | MXU-600/B      |
| GBU-10A/B | Mark 84 (900 kg)     | KMU-351B/B | MAU-157A/B    | MXU-600A/B 1   |
| GBU-10B/B | Mark 84 (900 kg)     | KMU-351C/B | MAU-157(…)/B  | MXU-600(…)/B 1 |
| GBU-11/B  | M118E1 (1400 kg)     | KMU-370B/B | MAU-157/B     | MXU-601/B      |
| GBU-11A/B | M118E1 (1400 kg)     | KMU-370C/B | MAU-157A/B 2  | MXU-601A/B     |
| GBU-12/B  | Mark 82 (227 kg)     | KMU-388/B  | MAU-157/B     | MXU-602/B      |
| GBU-12A/B | Mark 82 (227 kg)     | KMU-388A/B | MAU-157A/B 2  | MXU-602A/B 1   |

1 Version mit langen Flügeln

2 Die Ruder werden hier durch Federn in Nullstellung gehalten, verbesserte Thermalbatterie, neue Entsicherungskabel und Führungsdrähte

### Paveway II
Aufgrund des Erfolges der Pave-Way-Bomben in Vietnam wurde mit der Paveway II die erste Überarbeitung des Systems eingeläutet. Die Computer Control Group (CCG) wurde vereinfacht und billiger gestaltet, und die festen Flossen durch aufklappbare ersetzt. Dadurch war die Unterscheidung zwischen Lang- und Kurzflügelversionen nicht mehr nötig. Gleichzeitig war das Handling und die Lagerung einfacher. Die ersten Paveway-II-Kits wurden 1974 getestet, die Serienproduktion begann 1977. Das Steuerprinzip ist wie oben geschrieben mit der Paveway I identisch. Insgesamt wurden mehr als 100.000 Paveway II gebaut, hauptsächlich von Raytheon, aber auch von Lockheed Martin.
Der CEP50 liegt bei 6 m. Da schlechtes Wetter das Lasern unmöglich machen kann, wurden später GPS/INS-Empfänger integriert. Die so umgerüsteten Bomben werden als EGBU bezeichnet. Die EGBU-10 wird auch als GBU-50, die EGBU-12 als GBU-49, und die EGBU-16 als GBU-48 bezeichnet. Die GBU-51/B ist nicht von einer EGBU abgeleitet, sondern eine neue Version mit BLU-126/B Low Collateral Damage Bomb Gefechtskopf. Die GBU-58 mit 250 lb Gefechtskopf wurde 2011 vorgestellt, und verfügt als GBU-59 zusätzlich über GPS/INS.
|                | Sprengkopf                                                                | Lenksatz                                                                  | Steuereinheit                                                             | Flügelgruppe                                                              |
| -------------- | ------------------------------------------------------------------------- | ------------------------------------------------------------------------- | ------------------------------------------------------------------------- | ------------------------------------------------------------------------- |
| GBU-10C/B      | Mark 84 (900 kg)                                                          | KMU-351D/B                                                                | MAU-169/B                                                                 | MXU-651/B                                                                 |
| GBU-10D/B      | Mark 84 (900 kg)                                                          | KMU-351E/B                                                                | MAU-169A/B                                                                | MXU-651/B                                                                 |
| GBU-10E/B      | Mark 84 (900 kg)                                                          | -                                                                         | MAU-169B/B, -D/B, -E/B                                                    | MXU-651/B                                                                 |
| GBU-10F/B      | Mark 84 (900 kg)                                                          | -                                                                         | MAU-169C/B                                                                | MXU-651/B                                                                 |
| GBU-10G/B      | BLU-109 (883 kg)                                                          | -                                                                         | MAU-169/B                                                                 | MXU-651/B                                                                 |
| GBU-10H/B      | BLU-109 (883 kg)                                                          | -                                                                         | MAU-169A/B                                                                | MXU-651/B                                                                 |
| GBU-10J/B      | BLU-109 (883 kg)                                                          | -                                                                         | MAU-169B/B, -D/B, -E/B                                                    | MXU-651/B                                                                 |
| GBU-10K/B      | BLU-109 (883 kg)                                                          | -                                                                         | MAU-169G/B                                                                | MXU-651/B                                                                 |
| GBU-12B/B      | Mark 82 (227 kg)                                                          | KMU-388B/B                                                                | MAU-169/B                                                                 | MXU-650/B                                                                 |
| GBU-12C/B      | Mark 82 (227 kg)                                                          | KMU-388C/B                                                                | MAU-169A/B                                                                | MXU-650/B                                                                 |
| GBU-12D/B      | Mark 82 (227 kg)                                                          | -                                                                         | MAU-169B/B, -D/B, -E/B                                                    | MXU-650/B                                                                 |
| GBU-12E/B      | Mark 82 (227 kg)                                                          | -                                                                         | MAU-169C/B                                                                | MXU-650/B                                                                 |
| GBU-12F/B      | Mark 82 (227 kg)                                                          | -                                                                         | N/A                                                                       | MXU-650/B                                                                 |
| GBU-16/B       | Mark 83 (460 kg)                                                          | KMU-455/B                                                                 | MAU-169/B                                                                 | MXU-667/B                                                                 |
| GBU-16A/B      | Mark 83 (460 kg)                                                          | -                                                                         | MAU-169A/B                                                                | MXU-667/B                                                                 |
| GBU-16B/B      | Mark 83 (460 kg)                                                          | -                                                                         | MAU-169B/B, -D/B, -E/B                                                    | MXU-667/B                                                                 |
| GBU-16C/B      | Mark 83 (460 kg)                                                          | -                                                                         | MAU-169C/B                                                                | MXU-667/B                                                                 |
| GBU-17/B       | Variante mit HSM (Hard Structure Munition) Penetrator, wurde nicht gebaut | Variante mit HSM (Hard Structure Munition) Penetrator, wurde nicht gebaut | Variante mit HSM (Hard Structure Munition) Penetrator, wurde nicht gebaut | Variante mit HSM (Hard Structure Munition) Penetrator, wurde nicht gebaut |
| GBU-48(V)1/B   | Mark 83 (460 kg)                                                          | -                                                                         | MAU-169K/B                                                                | MXU-667/B                                                                 |
| GBU-49(V)1-3/B | Mark 82 (227 kg)                                                          | -                                                                         | MAU-169K/B                                                                | MXU-650/B                                                                 |
| GBU-50/B       | Mark 84 (900 kg)                                                          | -                                                                         | MAU-169K/B                                                                | MXU-651/B                                                                 |
| GBU-51/B       | BLU-126/B (227 kg)                                                        | -                                                                         | MAU-169K/B                                                                | -                                                                         |
| GBU-58         | Mark 81 (113 kg)                                                          | -                                                                         | -                                                                         | -                                                                         |
| GBU-59         | Mark 81 (113 kg)                                                          | -                                                                         | -                                                                         | -                                                                         |

### Paveway III

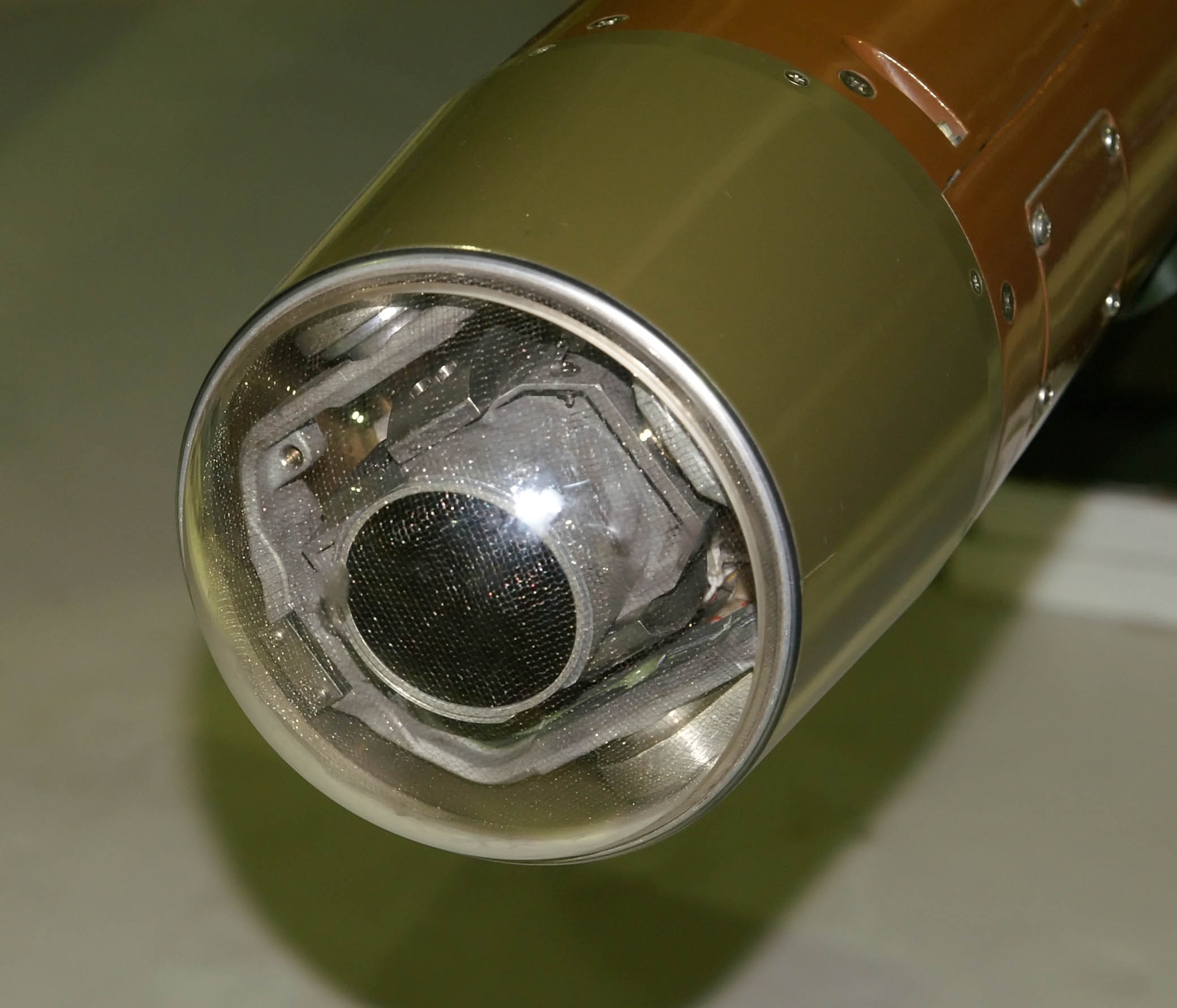
Sucher der Paveway III

Als Ende der 70er Jahre die Paveway II entwickelt wurde, gab es noch eine Fähigkeitslücke im präzisen Bombardieren von Zielen aus dem Tiefflug heraus. Zwar kann eine Paveway I beim Hochziehen aus dem Tiefflug abgeworfen werden, der Lenkalgorithmus steuert die Bombe aber sofort wieder nach unten, sodass keine brauchbare Reichweite erzielt wird. Um Abstandsfähigkeit gegen Luftverteidigungssysteme zu erzielen, wurde eine Bombe verlangt, die aus dem Steigflug abgeworfen werden kann, und das Ziel auf einer Wurfparabel ansteuert. Texas Instruments erhielt dafür 1980 einen Entwicklungsvertrag für eine Low-Level LGB (LLLGB), die als Paveway III bezeichnet wurde. Ursprünglich waren vier Gefechtsköpfe vorgesehen: HSM, Mk 82, Mk 83 und Mk 84. Davon wurde nur die Mk-84-Variante verwirklicht. Das System ist seit 1983 in Produktion, seitdem wurden mehr als 10.000 Einheiten gefertigt. Da die Paveway III wesentlich teurer als die Paveway II ist, wird letztere immer noch produziert.
Die GCU (Guidance Control Unit) der Waffe ist ein mikroprozessorgesteuerter Autopilot, der als Proportionalregler arbeitet. Dadurch kann eine optimale Flugbahn gewählt werden, was die Reichweite im Tiefflug auf über 18 km, und beim Höhenabwurf auf über 30 km erhöht. Ferner wurde der Lasersucher mit einem größeren Sichtfeld versehen, und die Flügelgruppe wurde vergrößert. Der Sucher besteht wie bei einer modernen, wärmesuchenden Luft-Luft-Rakete aus einem festen Suchkopf mit Glasfenster und dahinter liegendem kardanisch aufgehängtem CCD-Sensor. Dadurch kann der Sucher einen Laserpunkt mit hohen Winkelgeschwindigkeiten und Schielwinkeln verfolgen, unabhängig von der Flugbahn der Waffe. Die Paveway III erreicht einen CEP50 von 1 m. Da schlechtes Wetter das Lasern unmöglich machen kann, wurden ab Ende der 90er Jahre GPS/INS-Empfänger integriert. Die Flugtests begannen 1999, die Einsatzreife wurde im Jahr 2000 erreicht. Die so umgerüsteten Bomben werden als EGBU bezeichnet.
Von der Paveway III existieren zwei Spezialvarianten: Die GBU-27 wurde für die F-117 Nighthawk entwickelt und verwendet die Flügelgruppe einer Paveway II, um mit dem beengten Raum im Waffenschacht auszukommen. Die GBU-28 „Deep Throat“ wurde in aller Eile für einen Einsatz im Zweiten Golfkrieg entwickelt und zählt zur Paveway-III-Familie, obwohl die Bombe bis auf den umgerüsteten GBU-24-Sucher eine eigenständige Entwicklung ist.
|                | Sprengkopf                                                                | Zünder                                                                    | Steuereinheit                                                             | Flügelgruppe                                                              |
| -------------- | ------------------------------------------------------------------------- | ------------------------------------------------------------------------- | ------------------------------------------------------------------------- | ------------------------------------------------------------------------- |
| GBU-21/B       | Variante mit HSM (Hard Structure Munition) Penetrator, wurde nicht gebaut | Variante mit HSM (Hard Structure Munition) Penetrator, wurde nicht gebaut | Variante mit HSM (Hard Structure Munition) Penetrator, wurde nicht gebaut | Variante mit HSM (Hard Structure Munition) Penetrator, wurde nicht gebaut |
| GBU-22/B       | Mark 82 (227 kg)                                                          | -                                                                         | WGU-12/39/43/B                                                            | BSU-82/B                                                                  |
| GBU-23/B       | Variante mit Mark 83, wurde nicht gebaut                                  | Variante mit Mark 83, wurde nicht gebaut                                  | Variante mit Mark 83, wurde nicht gebaut                                  | Variante mit Mark 83, wurde nicht gebaut                                  |
| GBU-24/B       | Mark 84 (900 kg)                                                          | FMU-81(…)/B, FMU-139(…)/B                                                 | WGU-12/B, -12A/B                                                          | BSU-84/B                                                                  |
| GBU-24A/B      | BLU-109/B (883 kg)                                                        | FMU-143(…)/B                                                              | WGU-12B/B                                                                 | BSU-84/B                                                                  |
| GBU-24B/B      | BLU-109A/B (883 kg)                                                       | FMU-143(…)/B                                                              | WGU-39/B                                                                  | BSU-84/B                                                                  |
| GBU-24C/B      | BLU-116/B (876 kg)                                                        | FMU-157/B                                                                 | WGU-12B/B, WGU-39/B                                                       | BSU-84/B, -84A/B                                                          |
| GBU-24D/B      | BLU-116/B (876 kg)                                                        | FMU-157/B                                                                 | WGU-39/B                                                                  | BSU-84/B, -84A/B                                                          |
| EGBU-24E/B     | BLU-109A/B (883 kg)                                                       | FMU-143E/B                                                                | WGU-39A/B                                                                 | BSU-84B/B                                                                 |
| GBU-24F/B      | BLU-116A/B (876 kg)                                                       | FMU-159/B                                                                 | WGU-39/B                                                                  | BSU-84/B, -84A/B                                                          |
| EGBU-24G/B     | BLU-116A/B (876 kg)                                                       | FMU-159/B                                                                 | WGU-39A/B                                                                 | BSU-84B/B                                                                 |
| GBU-24(V)1/B   | Mark 84 (900 kg)                                                          | FMU-81(…)/B                                                               | WGU-43/B                                                                  | BSU-84A/B                                                                 |
| GBU-24(V)2/B   | BLU-109(…)/B (883 kg)                                                     | FMU-143(..)/B                                                             | WGU-43/B                                                                  | BSU-84A/B                                                                 |
| GBU-24(V)3/B   | Mark 84 (900 kg)                                                          | FMU-81(…)/B                                                               | WGU-43B/B                                                                 | BSU-84A/B                                                                 |
| GBU-24(V)4/B   | BLU-109(…)/B (883 kg)                                                     | FMU-143(…)/B                                                              | WGU-43B/B                                                                 | BSU-84A/B                                                                 |
| GBU-24(V)7/B   | Mark 84 (900 kg)                                                          | FMU-81(…)/B                                                               | WGU-43A/B                                                                 | BSU-84A/B                                                                 |
| GBU-24(V)8/B   | BLU-109(…)/B (883 kg)                                                     | FMU-143(…)/B                                                              | WGU-43A/B                                                                 | BSU-84A/B                                                                 |
| EGBU-24(V)9/B  | Mark 84 (900 kg)                                                          | FMU-81(…)/B                                                               | WGU-43G/B                                                                 | BSU-84A/B                                                                 |
| EGBU-24(V)10/B | BLU-109(…)/B (883 kg)                                                     | FMU-143(…)/B                                                              | WGU-43G/B                                                                 | BSU-84A/B                                                                 |
| EGBU-24(V)12/B | BLU-109(…)/B (883 kg)                                                     | FMU-143(…)/B                                                              | WGU-43H/B                                                                 | BSU-84A/B                                                                 |
| GBU-27/B       | BLU-109(…)/B (883 kg)                                                     | FMU-143(…)/B                                                              | WGU-25(…)/B                                                               | BSU-88/B                                                                  |
| EGBU-27A/B     | BLU-109(…)/B (883 kg)                                                     | FMU-143(…)/B                                                              | WGU-39A/B                                                                 | BSU-88A/B                                                                 |
| EGBU-27B/B     | BLU-116/B (876 kg)                                                        | FMU-157/B                                                                 | WGU-39A/B                                                                 | BSU-88(…)/B                                                               |
| GBU-28/B       | BLU-113/B (2270 kg)                                                       | -                                                                         | WGU-36/B                                                                  | BSG-92/B                                                                  |
| GBU-28A/B      | BLU-113A/B (2270 kg)                                                      | -                                                                         | WGU-36A/B                                                                 | BSG-92/B                                                                  |
| EGBU-28B/B     | BLU-113A/B (2270 kg)                                                      | FMU-143F/B, -G/B, -H/B                                                    | WGU-36B/B                                                                 | BSG-92A/B                                                                 |
| EGBU-28C/B     | BLU-122/B (2018 kg)                                                       | FMU-143F/B, -G/B, -H/B, FMU-152/B                                         | WGU-36D/B                                                                 | BSG-92B/B                                                                 |
| EGBU-28D/B     | BLU-122/B (2018 kg)                                                       | FMU-143G/B, -H/B, FMU-152A/B                                              | WGU-36E/B                                                                 | BSG-92B/B                                                                 |
| EGBU-28E/B     | BLU-113(…)/B (2270 kg)                                                    | FMU-143F/B, -G/B, -H/B                                                    | WGU-36E/B                                                                 | BSG-92A/B                                                                 |
| GBU-33/B       | Exportbezeichnung für die GBU-24.../B, wurde durch -24(V).../B ersetzt    | Exportbezeichnung für die GBU-24.../B, wurde durch -24(V).../B ersetzt    | Exportbezeichnung für die GBU-24.../B, wurde durch -24(V).../B ersetzt    | Exportbezeichnung für die GBU-24.../B, wurde durch -24(V).../B ersetzt    |

### Paveway IV
Die Paveway IV wurde entwickelt, um das Air Staff Target (AST) 1248 der Royal Air Force zu erfüllen, und soll dort die 1000 lb Paveway II ersetzen. Das System ging 2008 in Serienproduktion. Die Royal Saudi Air Force (RSAF) wollte ebenfalls diese Waffe für die Eurofighter Typhoon beschaffen, dies wurde von den USA aber blockiert. Mitte 2013 wurde angedeutet, dass die USA ihre Blockadehaltung aufgeben wollen. Ein Beschaffungsvertrag für die RSAF über ungefähr 2400 Bomben wurde Ende März 2014 unterzeichnet.
Die Paveway IV ist eine modifizierte 500 lb Mark-82-Bombe, welche mit einem neuen Laserkit ausgerüstet wird. Dieses umfasst GPS, INS und den Lasersucher. Das GPS besitzt nun auf und unter der Bombe Antennen, um den Einfluss von GPS-Jammern zu reduzieren. Der Pilot kann nun den Einschlagwinkel der Waffe im Ziel auswählen. Der Suchkopf der Bombe ist zusätzlich mit einem Radar ausgerüstet, wodurch die Paveway IV in der Luft über dem Ziel, beim Einschlag oder nach dem Eindringen in ein Ziel explodieren kann, je nach Programmierung. Der dafür notwendige Aurora-Zünder wird von Thales produziert und schaltet die Waffe erst kurz vor dem Ziel scharf. Der Bombenkörper ist mit dem insensitiven Sprengstoff PBXN-109 gefüllt, der bei Splittereinschlägen oder Cook off kontrolliert abbrennt, statt zu explodieren. Als Besonderheit ist die Waffe mit einem Datenlink ausgerüstet, um den Zündmodus während des Fluges ändern zu können. Ferner kann die Bombe dank Proportionalnavigation auch bewegte Ziele treffen, wenn diese mit einem Laser markiert werden. Der Lasersucher kann auch durch einen Infrarotsucher ersetzt werden, und die Bombe mit einem Tragflügelkit von Leigh Aerosystems versehen werden, um die Reichweite zu erhöhen.
|            | Sprengkopf   | Zünder | Steuereinheit | Flügelgruppe |
| ---------- | ------------ | ------ | ------------- | ------------ |
| PAVEWAY IV | Mark 82 (IM) | Aurora | -             | -            |